# Тейлор, Алан (американский историк)
Алан Тейлор (англ. Alan S. Taylor; род. 17 июня 1955, Портленд, Мэн) — американский историк, специалист по ранней истории Соединенных Штатов. Доктор философии (1986). Эмерит-профессор Калифорнийского университета в Дейвисе, профессор Виргинского университета. Дважды лауреат Пулитцеровской премии (по истории; 1996, 2014), также получал премию Бэнкрофта и Национальную книжную премию. Лауреат Barbara and David Zalaznick Book Prize in American History (2022).

## Биография
Родился и вырос в штате Мэн.
Окончил колледж Колби (бакалавр истории, 1977). Степень доктора философии по американской истории получил в Брандейском университете. В 1977-1979 годах работал на Виргинских островах. Являлся постдоком в Institute of Early American History and Culture, после чего с 1987 по 1994 год преподавал на кафедре истории Бостонского университета. С 1994 года профессор Калифорнийского университета в Дейвисе, читает курсы по ранней истории Северной Америки, истории американского Запада и Канады; отмечался там Award for Teaching (2002). С августа 2014 года занимает именную кафедру (Thomas Jefferson Chair) американской истории в Виргинском университете, преподает американскую и канадскую историю. Редактор The New Republic.
Награды и отличия
- Phi Beta Kappa, Northern California Association, Teaching Excellence Award (2002)
- U. C. Davis Prize for Undergraduate Teaching and Scholarly Achievement (2002)
- Трижды финалист George Washington Book Prize[англ.] (2011, 2014, 2017)

## Труды
Автор более семи книг.
В книге The Divided Ground (2006) исследуется история границ между Канадой и Соединенными Штатами после Американской революции, а также попытки ирокезов сохранить контроль над некоторыми землями. «Если и есть краеугольный текст нынешней науки» об Американской революции, то это «Американские революции» (2016) А. Тейлора, — отмечалось в NYT в 2021 году.
- Liberty Men and Great Proprietors: The Revolutionary Settlement on the Maine Frontier, 1760—1820 (Chapel Hill: University of North Carolina Press, 1990)
- William Cooper’s Town: Power and Persuasion on the Frontier of the Early Republic (New York: Alfred A. Knopf, 1995)
- American Colonies (New York: Viking/Penguin, 2001)
- Writing Early American History (Philadelphia: University of Pennsylvania Press, 2005)
- The Divided Ground: Indians, Settlers, and the Northern Borderland of the American Revolution (New York: Alfred A. Knopf, 2006)
- The Civil War of 1812: American Citizens, British Subjects, Irish Rebels, & Indian Allies (2010)
- The Internal Enemy: Slavery and War in Virginia (2013)
- American Revolutions: A Continental History, 1750—1804 (W.W. Norton & Company, 2016) {Рец. Gordon S. Wood[англ.]}
- American Republics: A Continental History of the United States, 1783—1850 (2021) {Рец.: David S. Reynolds[англ.]}